# 澳洲彎線䲁
澳洲彎線䲁（學名：Helcogramma decurrens），為輻鰭魚綱䲁形目三鰭䲁科彎線䲁屬的一個種，1918年，艾倫·里弗斯通·麥卡洛克（Allan Riverstone McCulloch）和埃德加·雷文斯伍德·韋特（Edgar Ravenswood Waite）對其進行了描述，分布於東印度洋澳洲西部及南部海域，深度0至10公尺，體長可達4.5公分，棲息在岩礁區，以藻類為食，雌魚產附著性卵在藻類築的巢，雄魚會守護卵，幼魚為浮游性，生活習性不明。